# Pterolophia camela
Pterolophia camela är en skalbaggsart som beskrevs av Maurice Pic 1926. Pterolophia camela ingår i släktet Pterolophia och familjen långhorningar. Inga underarter finns listade i Catalogue of Life.